# Inula serratuloides
Inula serratuloides là một loài thực vật có hoa trong họ Cúc. Loài này được (Gilli) Grierson mô tả khoa học đầu tiên năm 1974.